# فرودگاه هلیکوپتر بیمارستان پیس هاربر
 فرودگاه هلیکوپتر بیمارستان پیس هاربر (به انگلیسی: Peace Harbor Hospital Heliport) یک فرودگاه خصوصی است . این فرودگاه در کشور ایالات متحده آمریکا قرار دارد و در ارتفاع ۸ متری از سطح دریا واقع شده است.